# 21475 Jasonclain
21475 Jasonclain este un asteroid din centura principală de asteroizi.

## Descriere
21475 Jasonclain este un asteroid din centura principală de asteroizi. A fost descoperit pe 21 aprilie 1998 la Socorro, New Mexico, în cadrul proiectului LINEAR. Asteroidul prezintă o orbită caracterizată de o semiaxă mare de 2,18 ua, o excentricitate de 0,04 și o înclinație de 2,6° în raport cu ecliptica.